# Kalinówek (Mazovie)
Pour les articles homonymes, voir Kalinówek.
Kalinówek (prononciation : [kaliˈnuvɛk]) est un village polonais de la gmina de Solec nad Wisłą dans le powiat de Lipsko de la voïvodie de Mazovie dans le centre-est de la Pologne.
Il se situe à environ 4 kilomètres au sud-ouest de Solec nad Wisłą (siège de la gmina), 7 kilomètres au sud-est de Lipsko (siège du powiat) et à 132 kilomètres au sud de Varsovie (capitale de la Pologne).

## Histoire
De 1975 à 1998, le village appartenait administrativement à la voïvodie de Radom.